# Michendorf
Michendorf är en kommun och ort i Tyskland, belägen i Landkreis Potsdam-Mittelmark i förbundslandet Brandenburg, 9 km söder om Potsdam och 39 km sydväst om centrala Berlin.  Kommunen bildades 2003, genom sammanslagning av sex kommuner i det dåvarande Amt Michendorf).

## Geografi

### Administrativ indelning

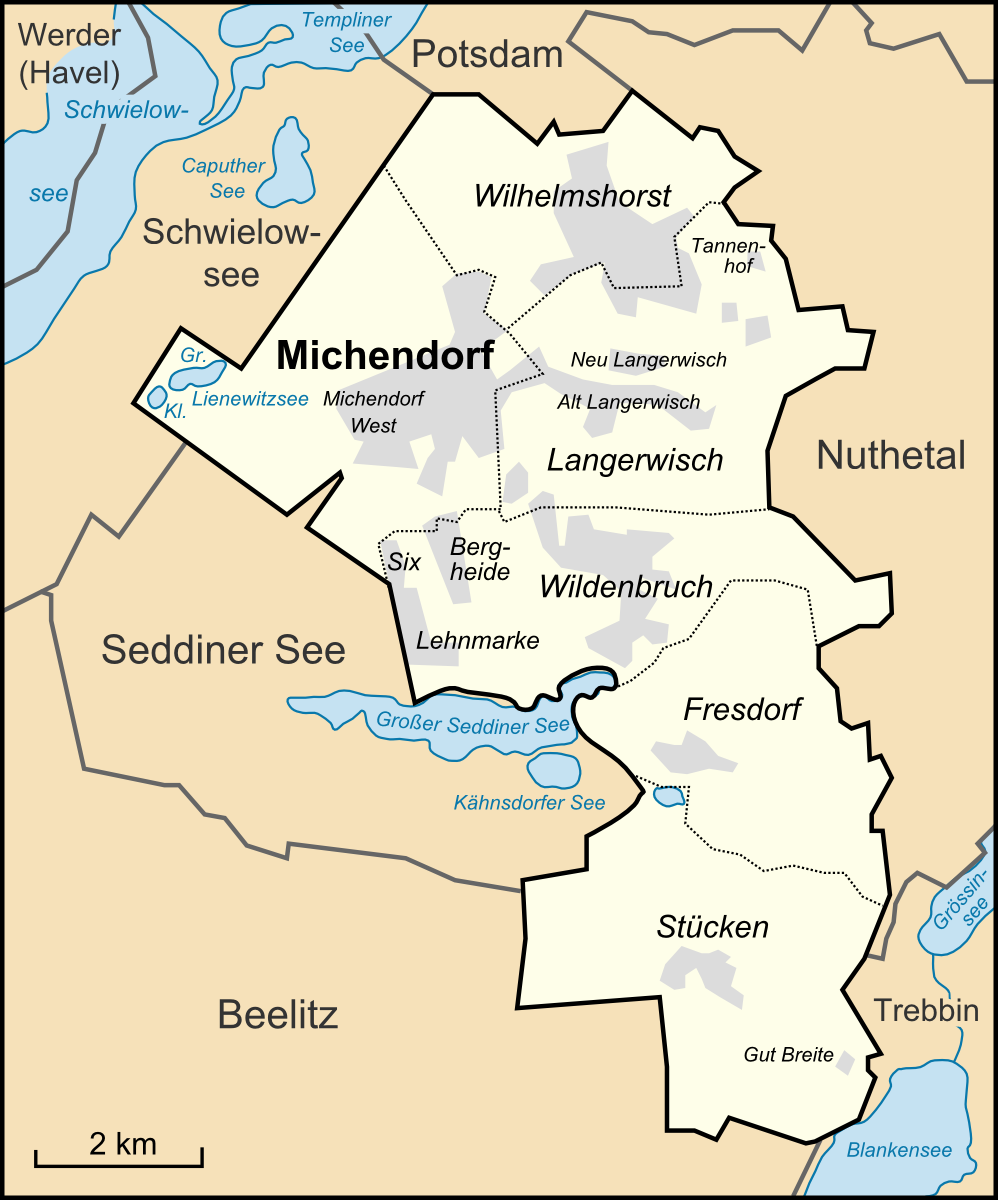
Karta över Michendorfs administrativa indelning

Kommunen indelas administrativt i sex Ortsteile, som alla är tidigare kommuner, (invånarantal 31 dec 2013 inom parentes):
- Fresdorf (282)
- Langerwisch (1.843)
- Michendorf (4.363)
- Stücken (468)
- Wildenbruch (1.919)
- Wilhelmshorst (3.126)